# Erich Moritz von Hornbostel
Erich Moritz von Hornbostel (25 de febrer de 1877 – 28 de novembre de 1935) era un etnomusicòleg austríac. Va ser pioner en el camp de l'etnomusicologia i en el del sistema de classificació d'instruments musicals conegut com a Sachs–Hornbostel, que va desenvolupar juntament amb Curt Sachs.

## Vida
Hornbostel va néixer a Viena en el si d'una família musical. La casa de Hornbostel era de la noblesa saxona. Va estudiar piano, harmonia i contrapunt, però el seu doctorat a la universitat era de química. Es va traslladar a Berlín, on rebé la influència de Carl Stumpf i va treballar amb ell temes de psicologia musical i psicoacústica. Fou l'ajudant de Stumpf al Berliner Psychologischen Institute, i quan els arxius de l'institut van ser utilitzats com a base del Berliner Phonogramm-Archiv, ell en fou el primer director el 1905. Va ser allà quan va treballar amb Curt Sachs per crear el sistema de classificació d'instruments Sachs–Hornbostel (publicat el 1914).
El 1933 va ser acomiadat de tots els seus càrrecs pel Partit Nacional Socialista dels Treballadors Alemanys perquè la seva mare era jueva. Primer es va traslladar a Suïssa, més tard als Estats Units i, finalment, a Cambridge, on va treballar en un arxiu d'enregistraments de música tradicional no europea. Va morir allà l'any 1935.

## Contribucions
Hornbostel va treballar sobretot en el camp de l'etnomusicologia, llavors anomenat musicologia comparada. El 1906 se'n va anar a Amèrica per estudiar la música i psicologia dels Pawnee, els americans natius a l'estat d'Oklahoma; en aquells moments ja havia treballat la música popular de Tunis i dels illencs del Mar del Sud.
Entre els estudiants de Hornbostel hi havia el compositor americà Henry Cowell i l'alemany Heinrich Husmann. Hornbostel es va especialitzar en música africana i asiàtica a través d'enregistraments sonors i desenvolupant un sistema que facilitava la notació de música no occidental a paper. Va veure els diferents tons musicals emprats per diversos grups que servien com a element que determinava el caràcter de les seves músiques, i treballar justament per a comparar les diverses afinacions. Gran part d'aquest treball fou criticat en aquell moment, però actualment és una àrea poc explorada. Hornbostel també va argumentar que la música hauria de ser una part de la recerca antropològica general.
Hornbostel també va contribuir a la teoria d'oïda binaural, proposant la teoria de la diferència de temps interaural com el principal senyal, i el desenvolupament de dispositius de localització del so (per trobar les direccions d'elements d'artilleria, aeronaus, submarins, etc.) efectuat pels alemanys durant la Primera Guerra Mundial. Amb Max Wertheimer va desenvolupar un dispositiu d'escolta direccional que van anomenar Wertbostel.

## Obres seleccionades
- Hornbostel, Erich M. von. 1910. Über vergleichende akustische und musikpsychologische Untersuchungen. Beiträge zur Akustik und Musikwissenschaft 5: 143-167
- Stumpf, C. and E. v. Hornbostel. 1911. Über die Bedeutung ethnologischer Untersuchungen für die Psychologie und Ästhetik der Tonkunst. Beiträge zur Akustik und Musikwissenschaft 6: 102-115
- Hornbostel, E. v. 1913. Über ein akustisches Kriterium für Kulturzusammenhänge. Beiträge zur Akustik und Musikwissenschaft 7: 1-20
- Erich M. v. Hornbostel and Curt Sachs: Systematik der Musikinstrumente. Ein Versuch. In: Zeitschrift für Ethnologie. Band 46, 1914, Heft 4–5, S. 553–590.
- Beobachtungen über ein- und zweiohriges Hören. In: Zeitschrift für Psychologie und ihre Grenzwissenschaften. Band 4, 1923, S. 64–114.